# ウィーゴー!
「ウィーゴー!」は、きただにひろしの12枚目のシングル。2011年11月16日にavex modeから発売された。

## 概要
前作「レスキュー体操」から約2年ぶりのリリースであり、2011年1作目のシングル。
表題曲「ウィーゴー!」は、テレビアニメ『ONE PIECE』のオープニングテーマ、ニンテンドーDSゲーム『ONE PIECE ギガントバトル! 2 新世界』のテーマソングとして起用された。なお、自身の楽曲が同アニメの主題歌に起用されるのは1枚目のシングル「ウィーアー!」以来約12年ぶり。また、自身の楽曲がテレビアニメの主題歌に起用されるのは前々作「Endless Dream」以来2作ぶり。また、同アニメ第521話、第522話の挿入歌としても使用された。
カップリング曲の「ウィーアー! for the new world」は、テレビアニメ『ONE PIECE』の第516話の挿入歌として起用された。なお、本作への収録を決定した理由として作曲を手掛けた田中は『ONE PIECE』の初の主題歌の「ウィーアー!」と新世界編最初の主題歌の「ウィーゴー!」という「最初の主題歌」の組み合わせを重視した為であると語っている。
期間限定生産盤と通常盤の2種リリースであり、期間限定生産盤にはテレビアニメ『ONE PIECE』で使用された「ウィーゴー!」のノンテロップオープニング映像、フジテレビ番組宣伝SPOTが収録されたDVDが同梱されている。なお、期間限定生産盤、通常盤の共通の初回限定特典としてジャケットイラストが描かれた3Dカードが同梱されている。
本作が劇中で初めてオープニングテーマとして使用された10月2日の番組終了直後から表題曲の着うたが配信された。また、『ONE PIECE』ファンへの感謝の気持ちとして同着うたが限定10000無料ダウンロードプレゼントが行われた。また、CD発売日の2011年11月16日にはカップリング曲の「ウィーアー! for the new world」、「ウィーアー! for the new world〜ウィーゴー!メドレー」の着うたが配信された。
表題曲「ウィーゴー!」の着うたフルのダウンロード特典としてニセアナザーソング「ウィーワー!」が数量限定で加わった。「ウィーワー!」は「ウィーアー!」の過去形の意味であり、音程やリズムを変化させている。なお、楽曲製作は同様で作詞を藤林聖子、作曲を田中公平、編曲を根岸貴幸が手掛けている。歌はニセ麦わらの一味であり、デマロ・ブラック役の粗忽屋が唄っている。また、2011年11月23日からは特典ではなく有料配信が行われた。
本作を携えた発売記念イベントが2011年11月3日にスパワールド世界の大温泉入り口前広場で開催された。内容はトーク、ミニライブを行った。
ディスクジャケットには、麦わらの一味のメンバーであるモンキー・D・ルフィ、ロロノア・ゾロ、ナミ、ウソップ、サンジ、トニートニー・チョッパー、ニコ・ロビン、フランキー、ブルックが描かれている。なお、着うたの特典として各キャラクターを描いた配信用アナザージャケットが配信されている。また、ニセアナザーソングの配信用ジャケットにはニセ麦わらの一味のメンバーであるデマロ・ブラック（偽ルフィ）、偽ゾロ、偽ナミ、偽そげキング、ドリップ（偽サンジ）、ココア（偽ロビン）、偽フランキー、偽チョッパーが描かれている。なお、ジャケットイラストは原作者の尾田栄一郎による描き下ろしである。

### 主な記録
2011年11月28日付のオリコン週間シングルチャートで13位を獲得。初動売上は1.2万枚を記録し、自己最高順位を獲得した。また、自身のシングル作品が同チャートにランクインを果たすのは4枚目のシングル「Endless Dream」以来約4年ぶり。
オリコンデイリーチャートで11月15日、11月16日、11月17日付で11位、11月18日付で14位、11月19日付で13位、11月20日付で9位、11月21日付で17位を獲得し、7日連続でデイリーチャートTOP20入りを果たした。また、自身の作品がデイリーチャートTOP10にランクインするのは初。
2011年11月度のオリコン月間シングルチャートで39位を獲得。自身の作品が月間チャートにランクインを果たすのは初。
11月16日付レコチョク着うたフルランキングで首位を獲得。同ランキングでのアニメソング首位獲得は史上初となる快挙である。また、2011年11月14日から11月20日調査分のサウンドスキャンの週間シングルCDソフトTOP20では16位を獲得した。
11月28日付のビルボードチャートでは、Billboard JAPAN HOT 100で15位、Billboard JAPAN Hot Singles Salesで14位、Billboard JAPAN Hot Animationで1位をそれぞれ獲得した。きただにのシングル作品がBillboard JAPAN Hot Animationで首位を獲得するのは初。
2011年11月14日から11月20日調査分のサウンドスキャンの週間シングルCDソフトTOP20では16位、2011年11月26日放送分のCOUNT DOWN TV内のThis Week's TOP 100では13位、2011年11月16日から11月22日調査分のRIAJ有料音楽配信チャートで3位を獲得した。

## 講評
『CDジャーナル』は、「全体的にテレビアニメ『ONE PIECE』がニューフェイズに突入したことを感じさせる作品になっている。」と評した。

## 収録曲
（全作詞：藤林聖子、作曲：田中公平、編曲：根岸貴幸）
1. ウィーゴー! [4:08]
  - テレビアニメ『ONE PIECE』15th主題歌、第521話、第522話、第573話挿入歌
  - ニンテンドーDSゲーム『ONE PIECE ギガントバトル! 2 新世界』テーマソング
  - 中日ドラゴンズ和田一浩打席時登場曲（2013年 - 2015年）

1枚目のシングル「ウィーアー!」のアンサーソングであり[5][7][1]、「ウィーアー!」と同様、作詞を藤林聖子、作曲を田中公平、編曲を根岸貴幸が手掛けている[11][8]。
曲のテンポ、楽器などは「ウィーアー!」を意識した楽曲であり[23]、「ゴールに向かって突き進む」という想いが込められており[5]、麦わら海賊団の背中を押す曲である[6]。詞はサビ前のフレーズがサビの最初の詞に繋がるという構成になっている[5][24]。楽曲イメージは船出を思わせるアップテンポの曲調である[7]。
楽曲製作時のテーマは、「正調アニソン」、「男の子へ向けた曲」、「一度聴いたら忘れない曲」であった[25]。また、CDバージョンとTVバージョンは楽曲構成、詞は異なっている[25]。
Cメロ部分のフレーズの「俺たちはここまできたぜ」が「ウィーアー!」、「俺たちは行く 夢のありかへ」が「ウィーゴー!」を示している[25][26]。また、「ウィーアー!」の部分はサバイバルの海 超新星編、「ウィーゴー!」の部分は最後の海 新世界編への決意を表している[27]。
目標とした点として田中は「ウィーアー!」は『ONE PIECE』の顔を目指した曲に対して「ウィーゴー!」は世界の顔を目指した曲であると語っている[28]。
2. ウィーアー! for the new world [4:01]
  - テレビアニメ『ONE PIECE』第516話及び『ONE PIECE エピソードオブメリー 〜もうひとりの仲間の物語〜』スカパー版及びDVD版及び配信版挿入歌

「ウィーアー!」のアレンジバージョンで、2011年9月27日の自身のオフィシャルブログで、きただには新世界編へ向けた楽曲であると語っている。また、表題曲の「ウィーゴー!」へと繋がる曲でもある[29]。
改めてレコーディングを行い、作曲を手掛けた田中は「ウィーアー!」よりも力強いかつ洗練度が上がった曲になったと語っている[29]。きただには唄入れを行っていく中でコンサートで自身が勝手にメロディを変化させていた所を発見した為、自身が変えたメロディを残しつつ、田中が作曲家として許せない部分は原曲のまま唄入れを行ったと語っている[26]。
3. ウィーゴー!（instrumental）
4. ウィーアー! for the new world（instrumental）

DVD（期間限定生産盤のみ）
1. テレビアニメ『ONE PIECE』「ウィーゴー!」ノンテロップオープニング映像
2. フジテレビ番組宣伝SPOT

## クレジット
| SPECIAL THANKS | 集英社                     |
| SPECIAL THANKS | フジテレビ                 |
| SPECIAL THANKS | 東映アニメーション         |
| SPECIAL THANKS | 東映                       |
| SPECIAL THANKS | フジパシフィック音楽出版   |
| SPECIAL THANKS | 東映アニメーション音楽出版 |
| SPECIAL THANKS | イマジン                   |
| SPECIAL THANKS | SOLID VOX                  |
| SPECIAL THANKS | ADK                        |
| SPECIAL THANKS | バンダイナムコゲームス     |
| SPECIAL THANKS | and ALL ONE PIECE STAFf    |

## カバー
- アルバム「ONE PIECE MUUUSIC COVER ALBUM」
  - んだほ & ぺけたん from Fischer's（2020年）
- SPECIAL EDITED VERSION 『ONE PIECE』 魚人島編 オープニング主題歌
  - ウィーゴー！～HIKAKIN＆SEIKIN with モンキー・D・ルフィ ver.～（2025年1月、編曲：中村博）[30]
  - ウィーゴー！～白上フブキ、宝鐘マリン、角巻わため with 大槻マキ Ver.～（2025年2月、編曲：久下真音）[31]
  - ウィーゴー！～小鳥遊キアラ、ハコス・ベールズ、こぼ・かなえる with きただにひろし Ver.～（2025年3月、編曲：TeddyLoid＆tepe(OTOIRO)）[31]